# Chalcedon (minerał)

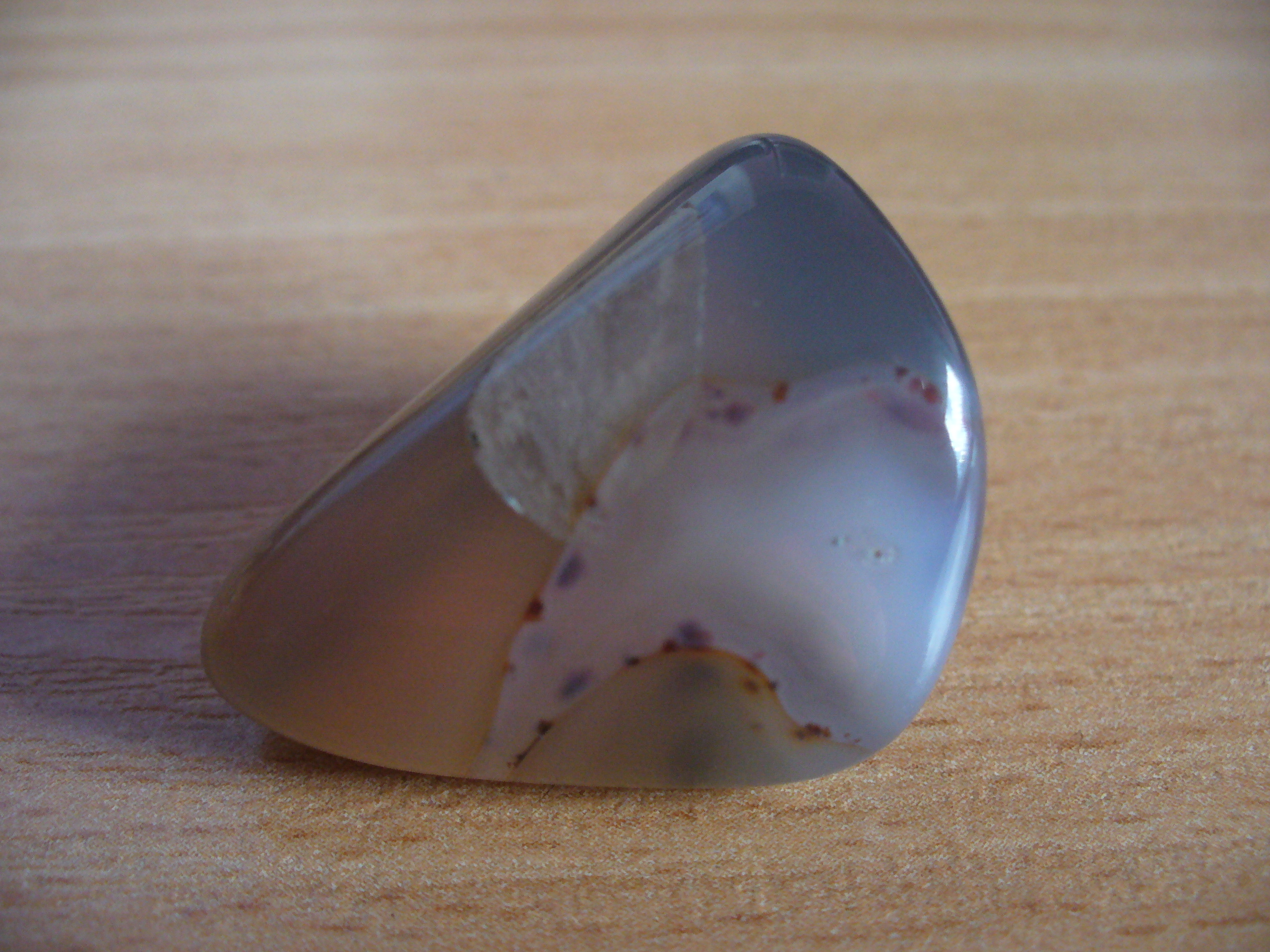
Chalcedon polerowany

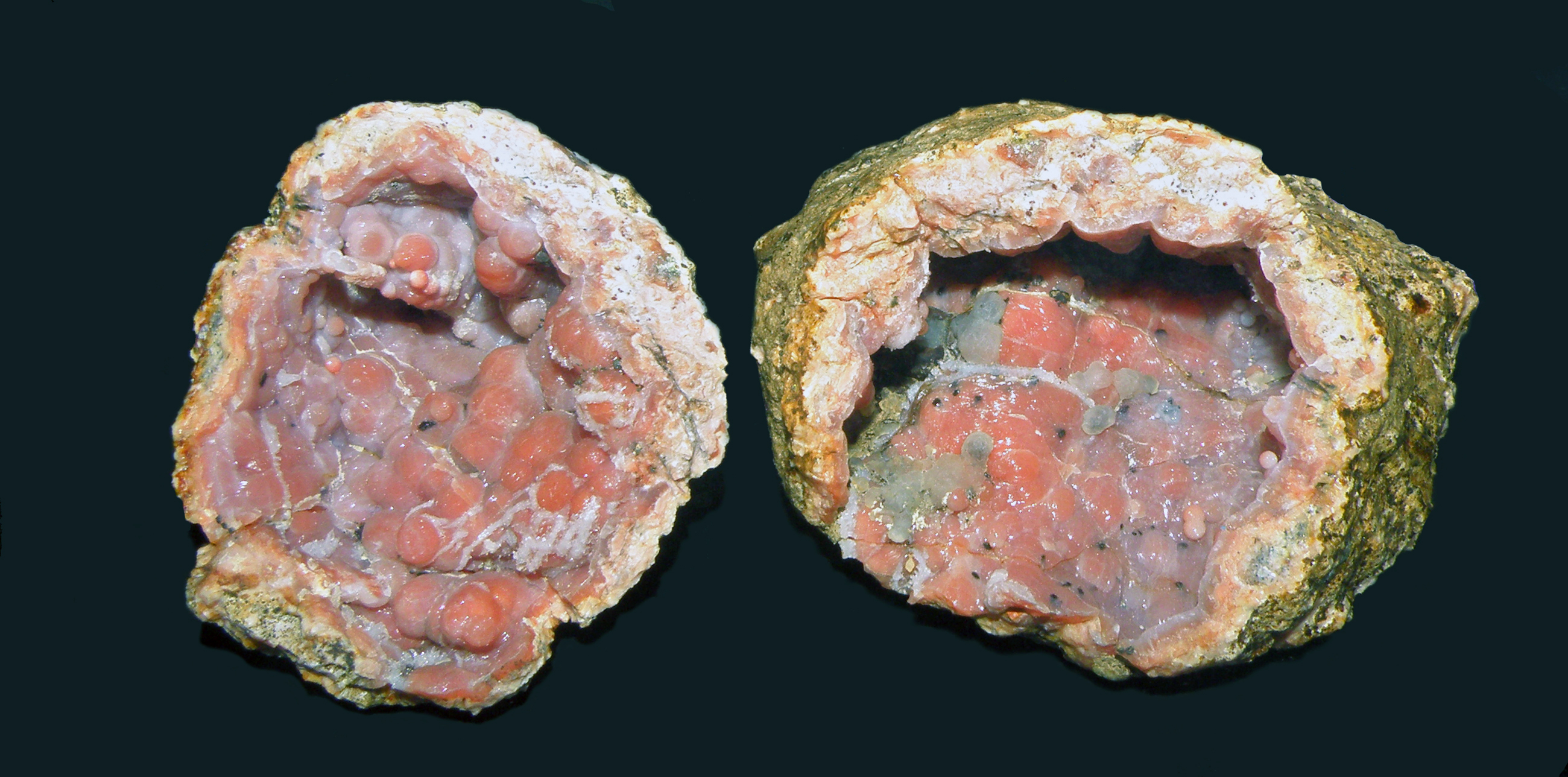
Chalcedon - Maroko, Sidi Rahal

Chalcedon – pospolity, szeroko rozpowszechniony minerał, odmiana skrytokrystalicznej krzemionki (SiO2) o włóknistej strukturze, zbudowanej z kwarcu i moganitu. Nazwa pochodzi od miasta Chalkedon położonego nad Bosforem. Tworzy wiele barwnych odmian o zastosowaniu gemmologicznym.

## Właściwości
Już niewielki wzrost temperatury lub dłużej działające promienie słoneczne mogą spowodować u niektórych odmian zmianę ich barwy z żółtej lub brązowej na czerwoną lub pomarańczową.
Przeważnie występuje w formie nerkowatej, groniastej, skorupowej lub naciekowej (stalaktyty). Często tworzy żyły, geody, a niekiedy konkrecje. Jest przeświecający, czasami przezroczysty. Stanowi składnik wielu skał, np. chalcedonitów, jaspisów, lidytów, krzemieni. Niekiedy wykazuje iryzację o charakterze opalescencji. Często zawiera wrostki różnych minerałów, które zmieniają jego barwę, np. miki, chloryty, hematyt, goethyt, chryzokola, minerały ilaste.

## Odmiany chalcedonu
Znanych jest wiele odmian chalcedonu, np. mleczny, żółty lub niebieski, a także noszących własne nazwy, np. agat, agat mszysty, chryzopraz, praz, heliotrop, karneol, onyks, sard, sardonyks, plazma, damsonit.

## Występowanie
Występuje w skałach wulkanicznych – melafirach, bazaltach, ryolitach, andezytach, dacytach. Stanowi produkt wietrzenia serpentynitów, niekiedy powstaje w wyniku przekrystalizowania opalu.
Miejsca występowania: Urugwaj, Brazylia – Rio Grande do Sul, Urugwaj.
Indie – Wyżyna Dekan, Bombaj, Arabia Saudyjska, Jemen, Rosja – Kaukaz, Ural, Zabajkale, Sachalin, Kamczatka, Kazachstan, Mongolia, Kanada – Nowa Szkocja, Ontario, USA – Floryda, Oregon, Arizona, Kolorado, Idaho, RPA, Botswana, Słowacja, Islandia, Niemcy, Rumunia.
Polska – okolice Szklar (chryzopraz), Złotoryi i Lwówka (agat), Wałbrzycha (karneol), Inowłódz (chalcedonit spongiolitowy).

## Zastosowanie
Na podstawie wykopalisk archeologicznych wiadomo, że już 8000 lat temu wyrabiano z niego narzędzia. W starożytności wykonywano z niego pieczęcie i portrety (kamee). Jest atrakcyjnym i cenionym kamieniem kolekcjonerskim i ozdobnym, wykorzystywanym do produkcji wyrobów jubilerskich. Znajduje także zastosowanie w mechanice precyzyjnej, jako kamień okładzinowy oraz surowiec do wyrobu moździerzy, kul do młynów kulowych i in.